# Isola Egg
Egg (in lingua aleutina Ugalĝa) è una piccola isola del gruppo delle Fox nell'arcipelago delle Aleutine orientali e appartiene all'Alaska (USA). Ha una superficie di 1,259 km²; si trova all'estremità orientale di Unalaska, vicino alla punta nord-est dell'isola di Sedanka.
Il suo attuale nome è la traduzione di quello datole nel 1826 dal tenente Saryčev della Marina imperiale russa che la chiamò ostrov Jaičnyj cioè "isola dell'uovo". L'isola ha avuto altri nomu: Ugalgan, Gagalgin, Oreshik.